# Efficacité de l'énergie renouvelable en Belgique
 (février 2024).
La mise en forme du texte ne suit pas les recommandations de Wikipédia : il faut le « wikifier ».
Les points d'amélioration suivants sont les cas les plus fréquents. Le détail des points à revoir est peut-être précisé sur la page de discussion.
- Les titres sont pré-formatés par le logiciel. Ils ne sont ni en capitales, ni en gras.
- Le texte ne doit pas être écrit en capitales (les noms de famille non plus), ni en gras, ni en italique, ni en « petit »…
- Le gras n'est utilisé que pour surligner le titre de l'article dans l'introduction, une seule fois.
- L'italique est rarement utilisé : mots en langue étrangère, titres d'œuvres, noms de bateaux, etc.
- Les citations ne sont pas en italique mais en corps de texte normal. Elles sont entourées par des guillemets français : « et ».
- Les listes à puces sont à éviter, des paragraphes rédigés étant largement préférés. Les tableaux sont à réserver à la présentation de données structurées (résultats, etc.).
- Les appels de note de bas de page (petits chiffres en exposant, introduits par l'outil «  Source ») sont à placer entre la fin de phrase et le point final[comme ça].
- Les liens internes (vers d'autres articles de Wikipédia) sont à choisir avec parcimonie. Créez des liens vers des articles approfondissant le sujet. Les termes génériques sans rapport avec le sujet sont à éviter, ainsi que les répétitions de liens vers un même terme.
- Les liens externes sont à placer uniquement dans une section « Liens externes », à la fin de l'article. Ces liens sont à choisir avec parcimonie suivant les règles définies. Si un lien sert de source à l'article, son insertion dans le texte est à faire par les notes de bas de page.
- La présentation des références doit suivre les conventions bibliographiques. Il est recommandé d'utiliser les modèles {{Ouvrage}}, {{Chapitre}}, {{Article}}, {{Lien web}} et/ou {{Bibliographie}}. Le mode d'édition visuel peut mettre en forme automatiquement les références.
- Insérer une infobox (cadre d'informations à droite) n'est pas obligatoire pour parachever la mise en page.

Pour une aide détaillée, merci de consulter Aide:Wikification.
Si vous pensez que ces points ont été résolus, vous pouvez retirer ce bandeau et améliorer la mise en forme d'un autre article.
 (février 2024).
 (février 2024).
 (février 2024).

## Énergies renouvelables
Les énergies renouvelables, par définition, sont des sources d'énergie qui se régénèrent naturellement et dont le renouvellement est rapide, comme celui des arbres pour le bois, garantissant ainsi une ressource considérée comme inépuisable à l'échelle humaine. Elles comprennent principalement le rayonnement solaire, l'énergie éolienne du vent, l'énergie hydraulique, l'énergie marémotrice des marées ou houlomotrice des vagues, la biomasse incluant le bois, la géothermie profonde, ainsi que la chaleur naturellement présente dans l'air, l'eau et le sol. Il est crucial de distinguer les notions de "renouvelable" et de "durable". Une mauvaise gestion d'une ressource renouvelable peut compromettre sa durabilité, comme dans le cas de la déforestation due à une exploitation plus rapide que la régénération naturelle. Les énergies renouvelables se différencient nettement des sources d'énergie non renouvelables qui ont nécessité des périodes allant de centaines de millions à des milliards d'années pour se former, et dont les réserves actuelles diminuent inexorablement à mesure de leur utilisation, comme c'est le cas pour les énergies fossiles telles que le pétrole, le charbon, le gaz naturel, ainsi que pour les combustibles nucléaires tels que l'uranium.

## Efficacité de la pompe à chaleur
Un dispositif de chauffage tel qu'une pompe à chaleur exploite l'énergie provenant de sources renouvelables comme l'air extérieur, le sol ou l'eau pour réchauffer un logement ou pour chauffer son eau sanitaire. Ce système présente l'avantage suivant : pour chaque unité d'électricité consommée par le compresseur de la pompe à chaleur (PAC), la maison peut bénéficier, par exemple, de trois unités de chaleur. Ce rapport est désigné par le terme de coefficient de performance (COP), lequel varie en fonction du mode de captation (air, eau ou sol) et de la méthode de diffusion de la chaleur à l'intérieur (plancher chauffant, ventilo-convecteur ou radiateur basse température).

## Efficacité en énergie primaire pour une PAC fonctionnant avec l’électricité produite par le réseau belge
Après avoir analysé le bilan énergétique, il apparaît que pour chaque émission de chaleur de 3 kWh, environ 2 kWh peuvent être tirés de sources renouvelables telles que l'air extérieur ou l'eau d'une rivière. Toutefois, le fonctionnement de la pompe à chaleur (PAC) nécessite 1 kWh d'électricité. Étant donné que le rendement moyen de la production électrique du réseau est d'environ 35% en raison des pertes associées au transport et à la distribution, environ 3 kWh sont requis en centrale pour fournir 1 kWh à la PAC, qui à son tour fournit 3 kWh de chaleur. Cette analyse suggère que la réduction potentielle de la consommation d'énergie primaire par rapport à une chaudière traditionnelle au gaz ou au mazout n'est pas immédiatement apparente. Des données plus précises peuvent confirmer que les PAC permettent une réduction de la consommation d'énergie primaire. Cependant, comme mentionné précédemment, cette réduction devrait se situer dans les dizaines de pour cent, sans atteindre une diminution spectaculaire de 2 ou 3 fois. Les résultats en termes d'énergie primaire sont principalement influencés par deux facteurs : le coefficient de performance annuel (COPA) et le taux de conversion en énergie primaire.

## La mise en place simultanée de panneaux photovoltaïques et d'une pompe à chaleur
Lors de l'évaluation de la viabilité financière, il est essentiel de considérer les frais fixes incontournables tels que les coûts de réseau (tarif "prosumer"), la redevance du fournisseur d'énergie, la location du compteur réseau et les frais de comptage. De plus, à l'heure actuelle et de plus en plus à l'avenir (notamment avec la cessation progressive de la compensation d'ici 2024 et 2030, selon la date de mise en service), les "prosumers" sont incités à maximiser leur autoconsommation de l'énergie qu'ils produisent instantanément.
À partir de 2024, les compteurs associés aux installations de panneaux solaires ne fonctionneront plus en sens inverse. Les nouveaux compteurs différencieront la production et la consommation d'électricité. L'installation de nouveaux panneaux solaires nécessitera l'utilisation d'un compteur intelligent pour mesurer distinctement l'électricité injectée dans le réseau. Les propriétaires de panneaux solaires devront vendre l'électricité non consommée à un fournisseur, mais à un prix très bas, environ 0,06 euros/KWh, comparé à l'achat à 0,16 euros/KWh. Cela implique que chaque kilowattheure produit ne pourra plus être considéré comme un kilowattheure utilisable.
De plus, il n'y a pas de synchronisation entre le fonctionnement d'une pompe à chaleur (PAC) pour le chauffage (en hiver) et la période où une installation photovoltaïque (PV) produit de l'électricité en abondance (en été). Ainsi, des kilowattheures seront consommés et facturés au réseau électrique en hiver, tandis que des kilowattheures seront injectés dans le réseau en été par l'installation PV.

## L'évaluation environnementale des panneaux photovoltaïques
Dans cette section, nous examinons l'impact de la fabrication des panneaux solaires, qui comprend divers éléments essentiels tels que les cellules photovoltaïques en silicium, les panneaux de protection en verre et les cadres métalliques en aluminium. La production de ces composants implique des processus énergivores d'extraction, de traitement, de modification et de transport des matériaux, notamment le cycle de fabrication des cellules photovoltaïques, très énergétique. L'énergie utilisée dans ces processus est cruciale pour évaluer l'impact climatique des panneaux, avec la majorité des panneaux provenant actuellement de Chine. Ces matériaux sont classés parmi les sources de production d'énergie renouvelable les moins décarbonées, émettant respectivement 6 g, 15 g et 44 g de CO2 par kWh produit pour l'hydraulique, l'éolien et le photovoltaïque, selon la base Empreinte® de l'ADEME. Comparativement, l'électricité nucléaire émet environ 6 g de CO2 par kWh produit. L'utilisation de panneaux solaires fabriqués en Chine déséquilibre la balance commerciale, tandis que leur durée de vie limitée à 25 ou 30 ans nécessite une évaluation environnementale incluant le démontage et le recyclage. Par ailleurs, la construction et l'entretien des parcs photovoltaïques nécessitent d'autres éléments tels que les supports métalliques, les câbles de transmission, les dispositifs de conversion, les installations pour les transformateurs, les voies d'accès, les clôtures, la maintenance et le démantèlement. Ces composants contribuent à alourdir l'empreinte carbone des fermes solaires au sol, réduisant leur contribution à la réduction des émissions de gaz à effet de serre dans la production d'électricité.